# Abdal Hakim Murad
Schejk Abdal Hakim Murad, född 1960 som Tim (Timothy John) Winter, är en brittisk muslim, tänkare, teolog, professor och översättare. Han har bland annat skrivit om samspelet mellan islam och sekulära frågor i ett brett spektrum av discipliner.
Hakim Murad utbildades på Westminster School och tog examen från Cambridge University år 1983 med utmärkta betyg i arabiska. Han var i flera år bosatt i Jidda, Saudiarabien. Han studerade vid Al-Azharuniversitetet i Kairo i tre år. 1989 flyttade han tillbaka till England och började studera turkiska och persiska. Han har sedan dess innehaft ett antal administrativa tjänster vid brittiska akademin i Oxford och Cambridge, inom teologi, intellektuell historia om islamisk civilisation och internationellt akademiskt samarbete.
Vid sidan av sina akademiska sysslor medverkar han ofta i BBC Radio 4:s "Thought For The Day" och som skribent i diverse dagstidningar och kulturtidskrifter som The Independent och Q-News. Hakim Murad är även imam vid Universitetet i Cambridges moské och medförfattare till en av de mest populära kortfattade introduktionerna till islam, Understanding Islam and the Muslims (Fons Vitae, 2002). Han är dessutom verksam med att återupptäcka, återuppliva och skriva muslimska sånger i brittisk folkvisestil.

## Texter av Abdal Hakim Murad i svensk översättning
- Hakim Murad, Abdal (2006). Ett urval ur Shaikh Abdul-Hakim Murads aforismer. Al Ghazali-institutet. http://www.ghazali.se/txt/murad.htm. Läst 12 september 2010 Arkiverad 8 januari 2012 hämtat från the Wayback Machine.
- Hakim Murad, Abdal (2006). ”Anglomuslimer”. Minaret (Uppsala: Minaretsällskapet) (Årgång 6, nr 4-2006):  sid. 42–53.